# Cumhuriyet, Çay
Cumhuriyet là một xã thuộc huyện Çay, tỉnh Afyonkarahisar, Thổ Nhĩ Kỳ. Dân số thời điểm năm 2011 là 197 người.